# Über den Kolonialismus
Über den Kolonialismus ist der 1968 erstmals auf Deutsch erschienene, als französische Rede 1950 entworfene und 1955 erweiterte Text „Discours sur le colonialisme“ von Aimé Césaire. Er beinhaltet aus der Perspektive des selbst der Kolonisation entstammenden, in Martinique beheimateten Autors eine Abrechnung mit der kolonialistischen europäischen Denkweise aus der Sicht der Kolonisierten.

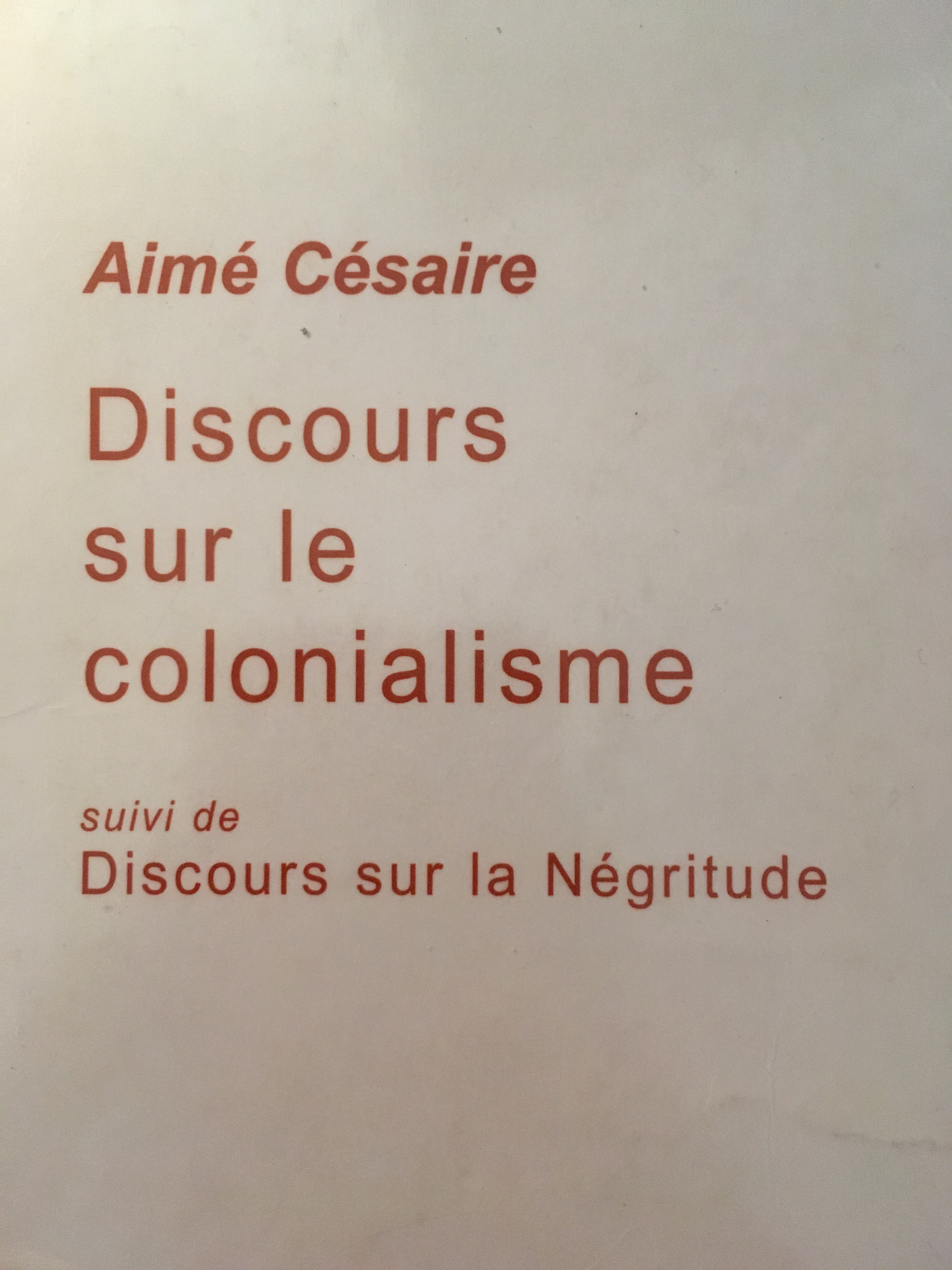
Aimé Césaire: Discours sur le colonialisme suivi de Discours sur la Négritude, Paris, Présence Africaine, 2004

## Inhalt
Ausgangspunkt für die Auseinandersetzung Césaires ist die These, dass die europäische und mit ihr die gesamte westliche Zivilisation nicht in der Lage sei, „das Problem des Proletariats und das koloniale Problem“ zu lösen. Dieses Unvermögen werde unter Heuchelei verborgen, während die europäischen Massen und die Kolonisierten auf der ganzen Welt begriffen hätten, „dass ihre derzeitigen ‚Herren‘ lügen“ (S. 6).
Césaire weist die Behauptung zurück, dass es bei der Kolonisation um die Ausbreitung menschlicher Werte oder des Christentums gegangen sei; davon sei weder bei Hernán Cortés noch bei Francisco Pizarro etwas zu erkennen gewesen. So werde davon abgelenkt, dass das Ziel von Kolonisation immer das Ausplündern und Ermorden von Indianern, Gelben und Negern gewesen sei (S. 8). Die große Chance Europas, Umschlagplatz für gleichberechtigte menschliche Kontakte und Austausch zu sein, sei verspielt worden.
Über ihren Rassenhochmut habe die Kolonisation auch zu einer Verwilderung des Kontinents geführt, in dessen Zivilisation sie sich wie ein Krebsgeschwür eingenistet habe. Der europäischen Bourgeoisie sei das aber erst mit dem Aufstieg und Sieg des Nationalsozialismus deutlich geworden, der die kolonialen Praktiken auf einmal zur Ausübung von Herrschaft in Europa selbst eingesetzt habe. Hitler verzeihe man nicht, dass er „das Verbrechen gegen den weißen Menschen“ gerichtet habe und Europäer zu seinen Opfern geworden seien (S. 12). Mit Hitler sei offenkundig geworden, dass der europäische Humanismus ein Pseudohumanismus sei, der „am Ende der Sackgasse Europa“ mit Personen wie Hitler in vielerlei Gestalt drohe (S. 13). Das sei an dem angesehenen Wissenschaftler Ernest Renan abzulesen, dessen Schrift „La réforme intellectuelle et morale“ einem weißen Rassismus das Wort rede, so dass seine Sätze auch von Hitler oder Alfred Rosenberg stammen könnten. Aussagen von Männern, die sich an der französischen Kolonisation und ihren Gräueltaten beteiligten, würden zeigen, dass Kolonisation immer ein „Brückenkopf einer Zivilisation der Barbarei“ sei (S. 17 ff.). Er verzichte deshalb nicht darauf, ihre Prahlereien zu wiederholen, „weil ich denke, dass man sich dieser Menschenköpfe, dieser Ohrenernten, dieser verbrannten Häuser, dieser gotischen Invasionen, dieses rauchenden Blutes, dieser Städte, die unter der Schneide des Schwertes verdampften, nicht so billig entledigt“ (S. 20). Der menschliche Kontakt zwischen Kolonisator und Kolonisiertem sei in der Verdinglichung von Macht und mit Brutalität erzwungener Unterwerfung erstarrt, was durch die Behauptung, das komme nur in Missbrauchsfällen vor, nicht zu bagatellisieren sei. Seine Sache sei es, die durch den Imperialismus zerstörten Gesellschaften zu verteidigen, ohne dass er deshalb als „Feind Europas“ zu brandmarken wäre (S. 26). Es gehe ihm vielmehr um das Wachhalten der Erinnerung daran, „dass Europa sich vor der Menschheit für den größten Leichenhaufen der Geschichte zu verantworten hat“ (S. 27) und dass es die Kolonisierten weiterhin an ihrer Entfaltung hindere.
Nicht nur die Praxis der Kolonisation sei verabscheuenswert, sondern vor allem ihre intellektuellen Wegbereiter und Verteidiger, die Césaire in Gestalt französischer Parlamentarier, Schriftsteller, Wissenschaftler, Missionare und Journalisten aufzählt und mit ihren Aussagen Revue passieren lässt. Deren Rechtfertigungsmuster stehe in der Tradition eines noch als „Leichnam sabbernden“ Joseph de Maistre:
„Nur allzu berechtigt war jene spontane Regung der europäischen Zeitgenossen des Kolumbus, die sich weigerten, in den heruntergekommenen Menschen, die die neue Welt bevölkerten, ihresgleichen anzuerkennen ... Nicht einen Augenblick lang kann man den Blick auf einen Wilden heften, ohne das Anathema, ich sage nicht nur in seine Seele, sondern bis in die äußere Erscheinung seines Körpers eingeschrieben zu sehen “(S. 32 f.).
Trotzdem haben „die Besten“, zu denen Césaire den Ethnologen Leo Frobenius (S. 38), aber auch Schriftsteller wie Charles Baudelaire, Honoré de Balzac und Lautréamont (vgl. Die Gesänge des Maldoror) zählt, seit dem 19. Jahrhundert erkannt, dass der „barbarische Neger“ eine Schöpfung Europas sei (S. 56 ff.).
Césaire spricht schließlich von einem Gesetz „fortschreitender Entmenschlichung“, das die Bourgeoisie ihre einstmals freiheitliche Tradition längst habe aufgeben und in ihr Gegenteil verkehren lassen (S. 60). Dem tue auch Roger Caillois mit seiner Schrift von 1954/55 „Illusions à rebours“ keinen Abbruch, wenn er zu einem Kreuzzug für den Geist des Abendlandes gegen seine Verächter und das außerhalb Europas herrschende „primitive Denken“ aufrufe. Caillois pflege den Humanismus weiterhin als europäische Herrschaftsattitüde und sei von einer humanen Haltung im Weltmaßstab weit entfernt (S. 62–69).
Im Schlussteil spricht Césaire vom Anbruch der „amerikanischen Stunde“, in der Harry S. Truman von den Europäern das Erbe des Imperialismus antreten wolle (S. 74). Er sieht hingegen in der marxistischen Theorie ein europäisches Erbe gegeben, mit dem sich gegen die USA zur Überwindung von Imperialismus und Kolonialismus die klassenlose Gesellschaft anstreben lasse, und zwar ausgehend vom im Weltmaßstab leidenden Proletariat (S. 76).

## Rezeption
Der als Rede konzipierte Text ist ein Pamphlet, das das Talent des Autors zeigt, als selbst von Kolonisation Betroffener den Kolonisatoren ihre eigene Melodie vorzuspielen, in der sie sich jedoch lange nicht wiedererkennen wollten. Damit waren der Rezeption in Frankreich zunächst enge Grenzen gesteckt. Mit der seit den 1990er Jahren zunehmenden Möglichkeit, die eigene Kolonialepoche kritisch aufzuarbeiten, konnte der „Discours sur le colonialisme“ 1994 zum ersten Mal Prüfungsgegenstand im französischen Abitur, dem Baccalauréat werden, wurde aber vom damaligen Erziehungsminister François Bayrou wieder aus dem Programm genommen, weil er selbst, zwar ein Bewunderer Césaires, dessen Vergleich des Nationalsozialismus mit dem Kolonialismus übertrieben fand, nachdem es in der Nationalversammlung deswegen zu Protesten gekommen war. In der Wissenschaft entfaltete der Text kontinuierlich seine Wirkung bei Frantz Fanon, Schüler Césaires auf Martinique, bei Domenico Losurdo und 2001 bei der afro-kolumbianischen, in Frankreich lebenden Publizistin Rosa Amelia Plumelle-Uribe, die in ihrem Buch „La férocité blanche. Des non-Blancs aux non-Aryens: génocides occultés de 1492 à nos jours“ (dt. 2004: Weiße Barbarei. Vom Kolonialrassismus zur Rassenpolitik der Nazis, Rotpunktverlag: Zürich) am nachdrücklichsten die von Césaire immer wieder erwähnte Spur vom Kolonialismus in den Nationalsozialismus aufgreift und verfolgt.

## Ausgaben
- Übers. Monika Kind, Wagenbach, Berlin 1968 (mangelhafte Übersetzung, die Übersetzerin ist nicht weiter bekannt)
- Übers. Heribert Becker, Karin Kramer, Berlin 2010
  - ders., Alexander Verlag Berlin, Berlin 2017 (Oktober). Kommentierte Ausgabe